# João Nunes da Silva Tavares

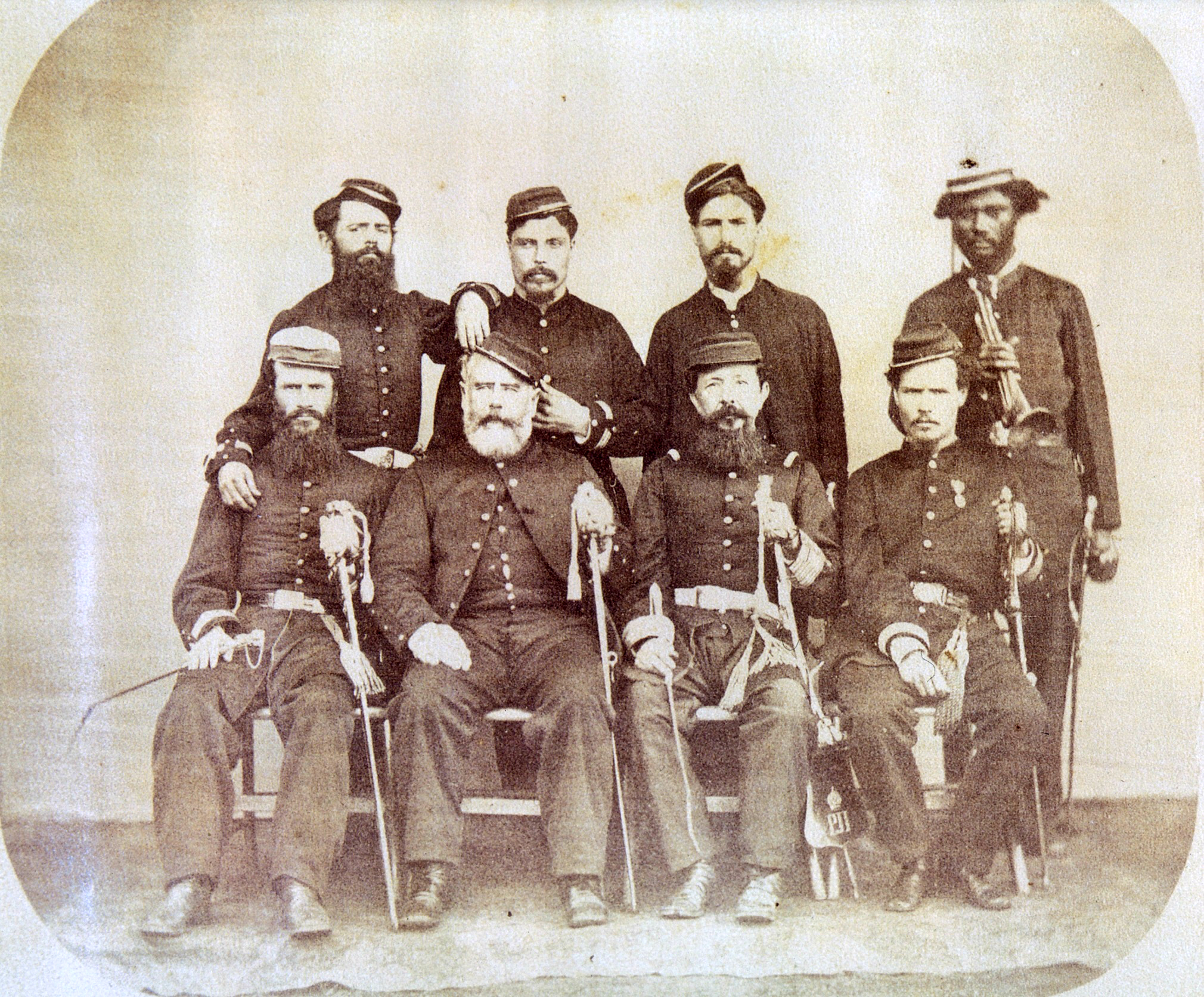
O então Coronel João Nunes da Silva Tavares, conhecido como Joca Tavares (terceiro sentado, da direita para a esquerda) e seus auxiliares imediatos, incluindo Francisco Lacerda, mais conhecido como "Chico Diabo" (terceiro em pé, da esquerda para a direita).

João Nunes da Silva Tavares (Herval, 24 de maio de 1818 — Bagé, 9 de janeiro de 1906), também conhecido por Joca Tavares, primeiro e único "Barão de Itaqui", foi um general brigadeiro e político brasileiro, presidente do estado do Rio Grande do Sul, de 17 de junho a 4 de julho de 1892, responsável por iniciar uma guerra civil que se transformou posteriormente na Revolução Federalista (1893-1895). 
Membro de importante família estabelecida na Colônia do Sacramento, que teve início com João da Silva Tavares e sua mulher Natália de Jesus, era filho de João da Silva Tavares, o Visconde de Serro Alegre, e de Umbelina Bernarda da Assunção, e também irmão de Joaquim da Silva Tavares, o "Barão de Santa Tecla".
Sentou praça em 19 de setembro de 1835, na véspera de eclodir a Revolução Farroupilha, tendo acompanhado seu pai e se juntado ao lado legalista. Três dias mais tarde teve seu batismo de fogo no arroio Telho, combatendo as forças revolucionárias de Gervásio Verdum. Em seguida seguiu para Pelotas e no caminho, próximo a São Lourenço do Sul, ajudou no combate às forças do coronel Antônio Gonçalves da Silva, em 19 de outubro.
Refugiou-se no Uruguai, retornando em 1836 para tomar parte no combate do Rosário, sendo feito prisioneiro pelo coronel Corte Real.
Na Batalha do Seival foi novamente preso, instado pelo farroupilhas a mudar de lado, recusou-se inclusive a permanecer neutro, motivo pelo qual foi mantido preso. Mais tarde foi libertado pela intermediação do chefe uruguaio Calengo. Após um curto descanso na fazenda da família em Taquari retornou ao combate, junto de seu pai. Atacado e sitiado perto de Arroio Grande pelas forças de Davi Canabarro, foi obrigado a capitular, sendo feito novamente prisioneiro, junto de seu pai. Ambos fogiram e formaram uma nova brigada.
Em 1840 combateu o coronel Florentino Manteiga e em 1841, como comandante de guerrilha, ajudou a derrotar o major Félix Vieira. E seguida, sob o comando do coronel Serafim Inácio dos Anjos, derrotou o "Major Quero-quero".
Mais tarde serviu nas forças do general João Paulo, e depois do coronel Manuel dos Santos Moreira. Encarregado da defesa de Pelotas, ali recebeu ao Barão de Caxias, nomeado presidente da província e comandante das armas. Com o Tratado de Ponche Verde a revolução se encerrou, Joca Tavares no posto de major, com então vinte e sete anos de idade e dez de combate, tendo conquistado todas suas promoções por atos de bravura.
Quando da Guerra contra Aguirre, em 1864, se voluntariou às tropas do general João Propício Menna Barreto, participando da tomada de Paiçandu, Uruguai.

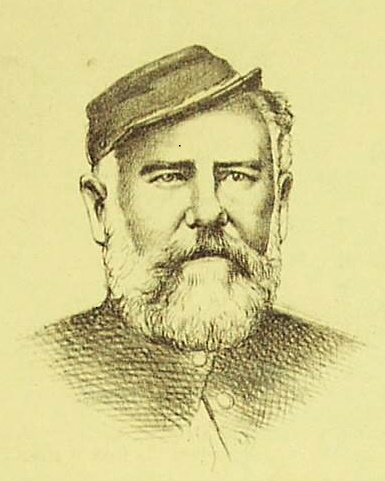
O Coronel João Nunes da Silva Tavares (A Vida Fluminense, 1870).

Promovido a coronel ao iniciar a Guerra do Paraguai, no ano seguinte, organizou um corpo de voluntários para liberar Uruguaiana. Após a retomada da cidade em 18 de setembro de 1865, seguiu para Bagé como comandante de brigada. Incorporou-se pouco depois ao 3° Corpo de Exército, comandado pelo General Osório, com o qual marchou para o Paraguai.
Participou nos reconhecimentos de Passo-Pucu, Espinillo e da trincheira de Humaitá. Depois, em 1868 combateu em Palmas, recebendo a medalha do mérito militar por sua ação em 11 de dezembro. No dia 21 combateu em Lomas-Valentinas, na linha Paqueceri, até o forte render-se.
Em 1869 seguiu para Assunção, onde aguardou a chegada do novo comandante em chefe, Conde D'Eu. Combateu sucessivamente em Peribebui, Campo Grande e Picada de Caraguataí. Em Itopitanguá bateu as forças do coronel Caneto, vencendo em Loma-Uruquá o Coronel Chênes. Braço direito de José Antônio Correira da Câmara, o Visconde de Pelotas, comandava sempre a vanguarda de suas forças.
Em uma das ocasiões, ao transpor o arroio Negla, aprisionou o coronel Salinas e por ele toma conhecimento do paradeiro de Solano López, na margem esquerda do arroio Aquidaban. Após avisar seus superiores, que para lá deslocaram as tropas, chegou em 28 de fevereiro de 1870 em Aquidaban. Atacou o acampamento de Solano, que morreu em fuga.
Terminada a guerra, foi nomeado brigadeiro honorário do Exército, em 11 de maio de 1870, recebendo também o título de "Barão de Itaqui" e Cavaleiro da Imperial Ordem do Cruzeiro, além da medalha da Campanha do Paraguai, com passador de ouro.

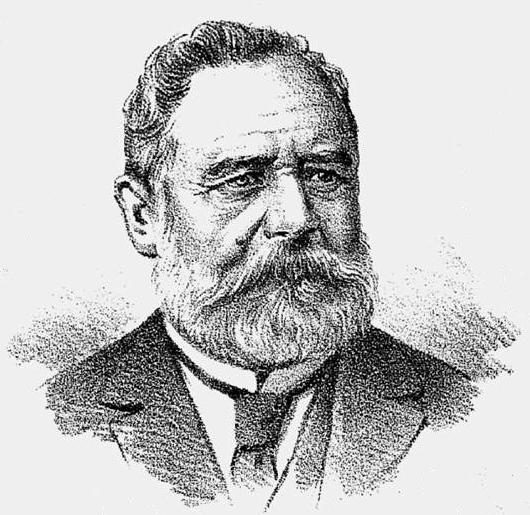
General Silva Tavares.

Em 1871 foi nomeado comandante da Guarda Nacional em Bagé, tendo sido comandante da guarnição de fronteira de 1874 a 1878. Entre maio de 1886 e julho de 1889, serviu sob o comando do marechal Deodoro da Fonseca, quando pediu exoneração, no mesmo mês declarou-se republicano e renunciou ao título de Barão.
Proclamada a República foi nomeado comandante da guarnição de Bagé, até ser exonerado em 18 de janeiro de 1892.
Em 17 de junho de 1892, Vitorino Ribeiro Carneiro Monteiro tornou-se presidente temporário do estado do Rio Grande do Sul na sucessão ao Marechal José Antônio Correia da Câmara, enquanto aguardava a instalação de um novo presidente. No mesmo dia, Júlio de Castilhos, candidato do Partido Republicano Riograndense, (PRR) se proclamou presidente em Porto Alegre. O governo durou apenas um dia, pois, na mesma data, Joca Tavares, filiado ao Partido Federalista do Rio Grande do Sul, também se proclamou presidente na cidade de Bagé, onde permaneceu no poder até 4 de julho de 1892.
Quando Júlio de Castilhos se tornou presidente do Estado do Rio Grande do Sul pela terceira vez, em 1893, Joca Tavares se revoltou e iniciou uma guerra civil que logo se tornaria uma revolta generalizada contra os que eram apoiados pelo governo republicano do Brasil . Este confronto ficou conhecido por Revolução Federalista e durou até 1895, quando ele e Inocêncio Galvão assinam a paz, em Pelotas.
Posteriormente seu nome foi usado para dar nome à Praça Barão de Itaqui, situada entre os estações do metrô Tatuapé e Carrão, na zona leste da cidade de São Paulo.